# Проос Каті Петрівна
Каті Петрівна Проос (1893, волость Асукюла Гапсальського повіту Естляндської губернії, тепер повіт Ляенемаа, Естонія — ?) — радянська естонська діячка, шишельниця Копліського машинобудівного заводу Естонської РСР. Депутат Верховної Ради СРСР 3-го скликання.

## Життєпис
Народилася в родині коваля. Не змогла закінчити навіть двох класів початкової школи, бо втратила батьків і з дванадцятирічного віку наймитувала.
У 1915—1922 роках — учениця та робітниця фабрики «Балтійська мануфактура». Брала участь у профспілковій роботі та організації робітничого страйку, за що в 1922 році була звільнена із фабрики. Більше року була безробітною.
З 1923 року — робітниця Талліннського чавуноливарного заводу.
З 1941 року — формувальниця, шишельниця Копліського машинобудівного заводу Естонської республіканської спілки споживчих товариств у місті Таллінні, стахановка виробництва.

## Нагороди та відзнаки
- медаль «За доблесну працю у Великій Вітчизняній війні 1941—1945 рр.»
- медалі
- Почесні грамоти Президії Верховної ради Естонської РСР
- почесні грамоти ВЦРПС
- почесне звання «Краща за професією» Ради профспілок Естонської РСР
- премія Радянської Естонії ІІІ cт.